# Sofia Cocea
Pour les articles homonymes, voir Cocea.
Sofia Cocea, née en 1839 et décédée en 1861, également connue sous son nom d'épouse Sofia Chrisoscoleu ou sous le nom de Sofia Hrisoscoleu, est une essayiste, journaliste et poète moldave qui deviendra plus tard roumaine.

## Biographie
Née à Fălticeni, elle est issue d'une modeste famille de gérants. À treize ans, en 1852, elle traduit un roman de Félicité de Genlis du français vers le roumain, sous le titre Palmira și Flaminia sau secretul, ainsi que la pièce Maria sau mustrările de cuget ale unei mame. Gheorghe Asachi, alors censeur, considérait ce dernier comme immoral et tente en vain de le faire interdire. À dix-sept ans, elle demande une bourse pour étudier à l'étranger, mais elle lui est refusée. Elle étudie à Iași et à Târgu Neamț, devenant institutrice dans cette dernière ville et à Vaslui en 1857, fondant plus tard un pensionnat privé à Fălticeni. En 1859, elle épouse le professeur V. Chrisoscoleu. Elle s'aligne politiquement sur les écrivains et journalistes qui, après la révolution moldave de 1848, prônent l'unification des Principautés danubiennes.
La linguiste Sanda Golopenția décrit ses essais comme « vivants, fermes, courageux et légèrement ironiques » ; ses écrits sont apparus dans les principaux journaux pro-syndicaux de l'époque, notamment Tribuna română, Reforma, Gazeta poporului, Zimbrul, Foiletonul Zimbrului, Românul et Dacia, ainsi que dans Steaua Dunării et Gazeta de Moldavia. Parmi les sujets qu'elle a abordés figurent le statut économique et social de la paysannerie, les droits des femmes, la culture et l'éducation publique et la politique étrangère. Golopenția considère que ses poèmes occasionnels sont « de loin remplacés » par son journalisme et ses essais. Elle meurt à Vaslui en 1861.